# جزيرة بوليت
جزيرة بوليت هي جزيرة دائرية تقع جنوب شرق جزيرة دندي، قبالة الطرف الشمالي الشرقي لشبه جزيرة أنتاركتيكا. تعد وجهة شهيرة للجولات السياحية لوجود مستعمرة البطريق الكبيرة فيها.

## معرض صور

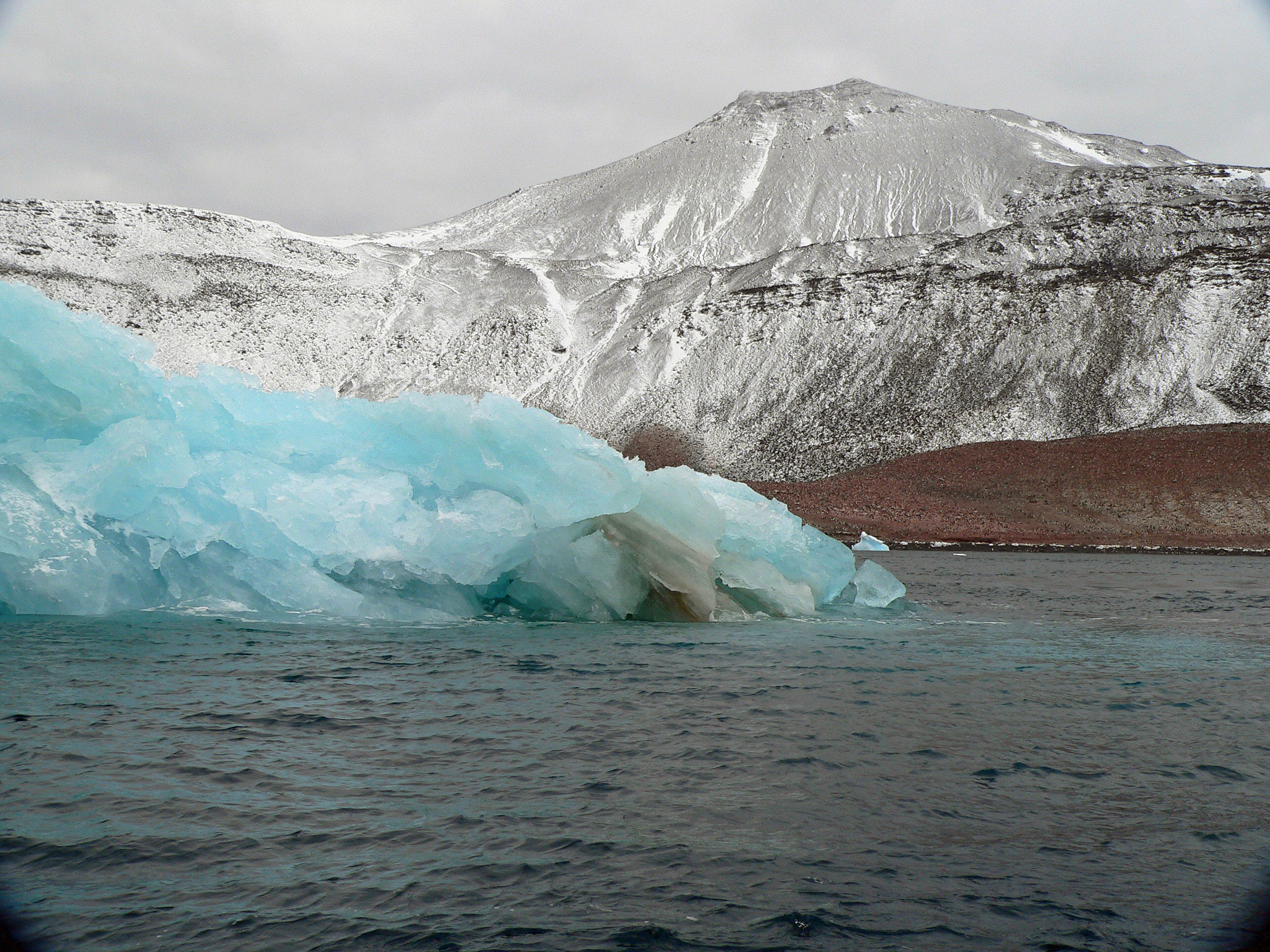
جزيرة بوليت (فبراير 2007)
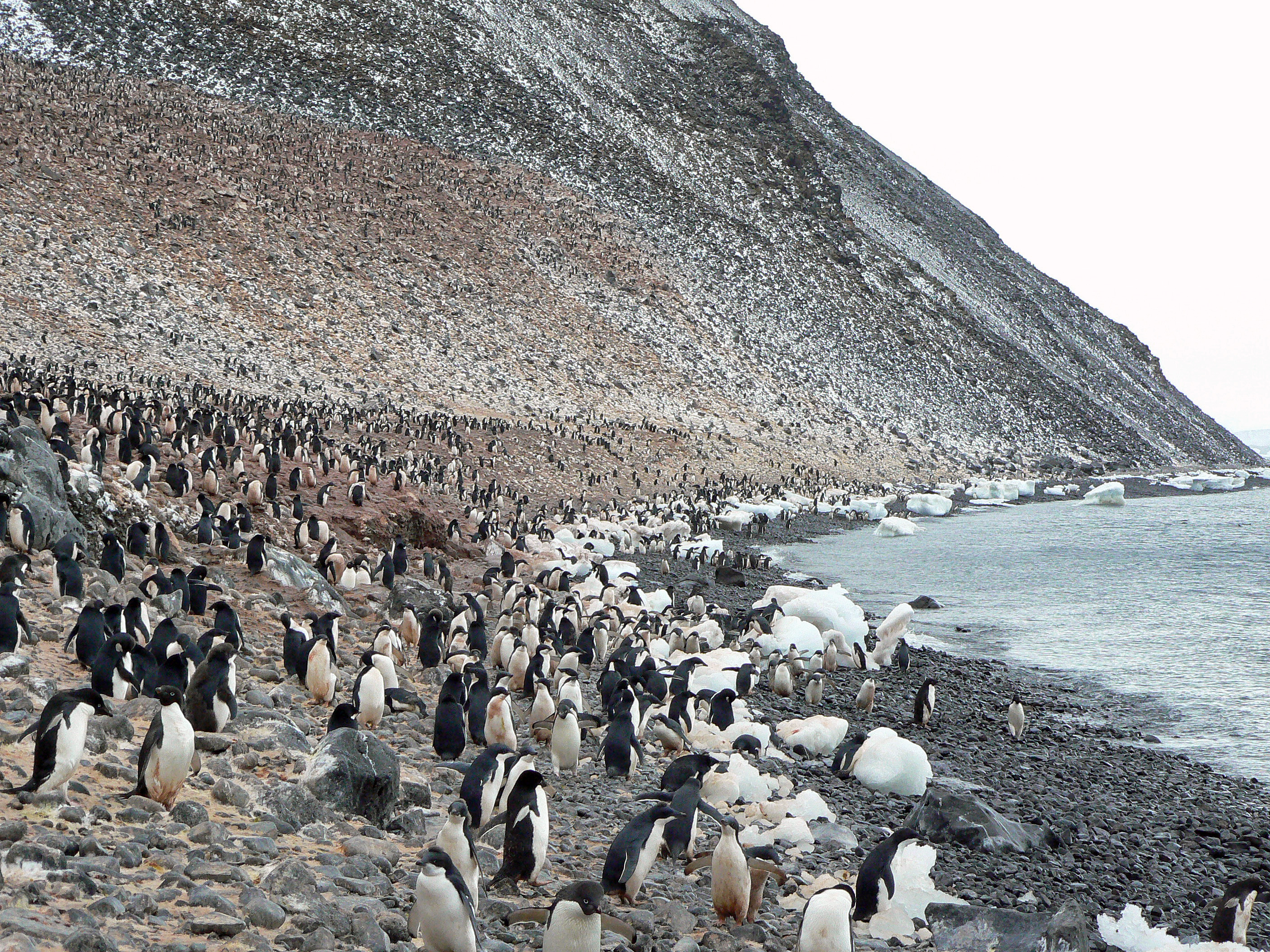
مستعمرة البطريق أديلي في جزيرة بوليت